# Bad Boy (álbum de Danger Man)
Bad Boy es el segundo disco de Danger Man lanzado en el año 2001. 
Se describe por tener un estilo diferente a lo que es a su primer disco titulado Gangsta (álbum de Danger Man) (1999) ya que este disco ya no está bajo la producción de El Chombo debido al incidente que había pasado con Danger Man conocido como La Plancha Dorada.
En este disco también se empiezan a incorporar ritmos de otras canciones hacia sus canciones, lo cual, ha hecho durante su tiempo como artista de reggae. Este disco incluye 28 temas y éxitos como "Extra", "Mariquita", "Amor de kilate" y "Por tu amor", las últimas dos fueron grabadas junto con Tommy Real.

## Lista de canciones
| Disco 1 |                                   |          |  |
| N.º     | Título                            | Duración |  |
| 1.      | «Intro»                           | 01:37    |  |
| 2.      | «Man ah badman»                   | 02:45    |  |
| 3.      | «Se desesperó»                    | 02:43    |  |
| 4.      | «Mariquita»                       | 02:52    |  |
| 5.      | «Como un badman»                  | 02:33    |  |
| 6.      | «Enemigos»                        | 03:10    |  |
| 7.      | «Nunca lo pensaron» (con Suppose) | 03:45    |  |
| 8.      | «Bad Buay»                        | 02:46    |  |
| 9.      | «Posibilidad»                     | 03:12    |  |
| 10.     | «We Dont Give a Fuck»             | 02:59    |  |
| 11.     | «Garnatearon al Buay»             | 02:37    |  |
| 12.     | «Te tienes agüevado»              | 03:23    |  |
| 13.     | «Dale su golpe» (con Japanese)    | 02:37    |  |
| 14.     | «El idiota» (con Mr. Saik)        | 02:34    |  |
| 15.     | «El tienes es suyo» (con Chicano) | 02:30    |  |

| Disco 2 |                                   |          |  |
| N.º     | Título                            | Duración |  |
| 16.     | «Menate Chomba»                   | 02:55    |  |
| 17.     | «No hay show»                     | 02:06    |  |
| 18.     | «Estoy con Dios»                  | 02:38    |  |
| 19.     | «Extra»                           | 02:27    |  |
| 20.     | «War War»                         | 03:43    |  |
| 21.     | «Maldad contra mí»                | 03:21    |  |
| 22.     | «Asesinos contra mí»              | 02:27    |  |
| 23.     | «Pasa la metralleta»              | 02:43    |  |
| 24.     | «¿Y como murió el Corn Flakes?»   | 02:54    |  |
| 25.     | «Millenium»                       | 02:51    |  |
| 26.     | «Kill se formó»                   | 02:24    |  |
| 27.     | «Amor de kilate» (con Tommy Real) | 02:40    |  |
| 28.     | «Por tu amor» (con Tommy Real)    | 02:15    |  |